# Eophileurus tenuiformis
Eophileurus tenuiformis är en skalbaggsart som beskrevs av Yamaya och Kishio Maeda 2006. Eophileurus tenuiformis ingår i släktet Eophileurus och familjen Dynastidae. Inga underarter finns listade i Catalogue of Life.